# Úlehle (Předslavice)
Úlehle je místní částí obce Předslavice v okrese Strakonice v Jihočeském kraji. Nachází se v nadmořské výšce 549 až 555 metrů, jeden kilometr jihozápadně od Předslavic. V roce 2011 zde trvale žilo 66 obyvatel.
Asi kilometr severozápadně od vsi se nachází osada Kalce (lidově Skalce), přibližně dva kilometry na jihozápad leží osada Beneda, která však svou větší částí spadá pod obec Bušanovice a okres Prachatice. Západně od obce se nachází les Bukovec s mohylovými pohřebišti.

## Název
Název (lze se setkat i s variantou Oulehle) je původem staročeské slovo, jímž se označovalo ladem ležící pole. 

## Historie
První písemná zmínka o vesnici pochází z roku 1315.

## Obyvatelstvo
| Rok            | 1869 | 1880 | 1890 | 1900 | 1910 | 1921 | 1930 | 1950 | 1961 | 1970 | 1980 | 1991 | 2001 | 2011 | 2021 |
| -------------- | ---- | ---- | ---- | ---- | ---- | ---- | ---- | ---- | ---- | ---- | ---- | ---- | ---- | ---- | ---- |
| Počet obyvatel | 214  | 205  | 137  | 156  | 127  | 166  | 151  | 110  | 128  | 105  | 85   | 72   | 65   | 66   | 63   |
| Počet domů     | 31   | 35   | 26   | 27   | 26   | 27   | 27   | 27   | 27   | 25   | 28   | 32   | 32   | 33   | 33   |

## Pamětihodnosti
Na návsi stojí kaple z roku 1888. 